# 夔安
夔安（？—340年），十六国时后赵大臣。
早年与石勒等十八友结交为盗。石勒起兵时为十八骑首领之一。319年，石勒称赵王，建立后赵政权，以夔安为左司马。330年，石勒称帝，以夔安为尚书、侍中、镇军将军。石弘即位，夔安领尚书左仆射，石虎即位，以夔安为太尉、太保、守尚书令等职。339年，夔安率五将以征讨大都督统兵七万攻东晋荆州、扬州等地，击降晋义阳将军黄冲、义阳郡太守郑进等，晋将毛宝战死，掠汉东七千余户迁于幽州、冀州而还。以功迁尚书令。翌年卒于官。